# Lukas Bonnier
Per Lukas Daniel Bonnier, född 16 juni 1922 i Oscars församling i Stockholm, död 8 februari 2006 i Stockholm, var en svensk tidningsman och förläggare.
Lukas Bonnier var son till Tor Bonnier och dennes hustru Greta, född Lindberg. Lukas Bonnier var sexbarnsfar, med barnen Jacqueline (1944), Daniel (1947), Jan och Peder Bonnier (båda 1949), Anna Toss (1962, med Margareta Toss) samt Jonas Bonnier (1963). Han var bror till Albert Bonnier jr, kusin till Joakim Bonnier samt gift med Gun Bonnier i andra äktenskapet. Första äktenskapet gift (1943) med Görvel Versteegh (1919–1960).
Lukas Bonnier var reservofficer i pansartrupperna. Han tog officersexamen den 1 september 1945 och utnämndes då till fänrik vid Södermanlands pansarregemente, P3. Efter studentexamen 1940 praktiserade Bonnier på tidningarna Arbetet och Expressen. År 1944 kom han till Åhlén & Åkerlunds förlag, där han var verkställande direktör 1957–1978 och 1980–1982. Han blev sedan styrelseordförande i Bonniers Tidskriftsförlag. År 1989 efterträdde han sin bror Albert Bonnier som styrelseordförande i Bonnierföretagen AB.
Lukas Bonnier var ansvarig för att serien Fantomen fick en egen serietidning i Sverige, och var god vän med Fantomens skapare Lee Falk. På 1970-talet blev han föremål för mycket kritik från bland andra Nationalteatern och tidningen FiB-Kulturfront, både som representant för kapitalismen och som utgivare av den så kallade herrtidningen FIB aktuellt. Fria Proteatern gick så långt att man sjöng om Lukas Bonnier som Lucke Hallick i låten Bonnieroperan.
Lukas Bonnier var under åren 1973–1984 ordförande i prisnämnden för Stora Journalistpriset. År 1992 instiftades Lukas Bonniers Stora Journalistpris som egen prisklass, för att främja "långvarig och fortgående journalistisk yrkesprestation".

## Filmografi
- 1954 – Flicka utan namn